# Jerzy Skoczyński
Jerzy Mieczysław Skoczyński (ur. 15 lipca 1906 w Nowotańcu, zm. wiosną 1940 w Katyniu) – porucznik piechoty Wojska Polskiego, ofiara zbrodni katyńskiej.

## Życiorys

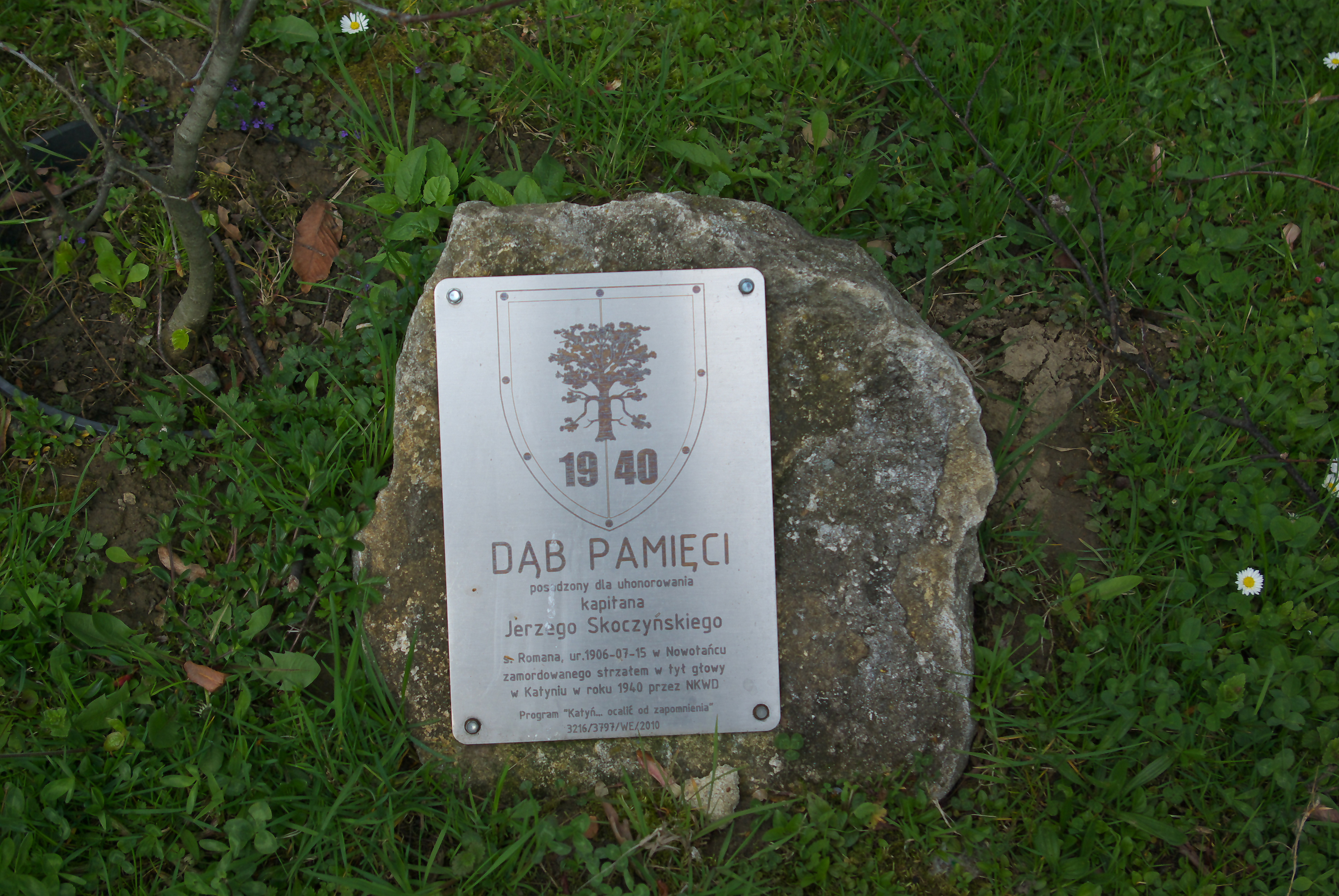
Kamień pamiątkowy przy Dębie Pamięci honorującym Jerzego Skoczyńskiego w Pisarowcach

Jerzy Mieczysław Skoczyński urodził się 15 lipca 1906 w Nowotańcu jako syn Romana Skoczyńskiego (1876-1932, żołnierz, działacz ludowy) i Marii z domu Pocałuń; miał siostrę Marię Danutę (ur. 1908). Po 1918 zamieszkiwał z rodziną przy ul. ulicy Bartosza Głowackiego w Sanoku. W 1928 ukończył II Państwowe Gimnazjum im. Mikołaja Kopernika w Samborze. 
Po maturze został powołany do służby wojskowej, po roku ukończył Szkołę Podchorążych Rezerwy Saperów w Modlinie w 1930. Praktykę odbywał w 7 batalionie saperów. Został przeniesiony do rezerwy i rozpoczął studia na politechnice, lecz przerwał je i wstąpił do wojska. Ukończył Szkołę Podchorążych Piechoty w Komorowie 15 sierpnia 1932 i wówczas został awansowany do stopnia podporucznika. Otrzymał przydział do 38 pułku piechoty Strzelców Lwowskich w Przemyślu i służył tam na stanowisku dowódcy plutonu ckm. Został awansowany do stopnia porucznika ze starszeństwem z dniem 1 stycznia 1935. Od czerwca 1936 służył w Korpusie Ochrony Pogranicza w batalionie KOP „Łużki” jako dowódca strażnicy Ćwiecino-Głębokie.
Po wybuchu II wojny światowej podczas kampanii wrześniowej został przydzielony do 3 pułku piechoty KOP i został dowódcą kompanii. Po agresji ZSRR na Polskę z 17 września został aresztowany przez Sowietów w rejonie Augustowa, po czym był przetrzymywany w obozie w Kozielsku. Stamtąd nadesłał kartkę pocztową do bliskich. Na wiosnę 1940 został przetransportowany do Katynia i rozstrzelany przez funkcjonariuszy Obwodowego Zarządu NKWD w Smoleńsku oraz pracowników NKWD przybyłych z Moskwy na mocy decyzji Biura Politycznego KC WKP(b) z 5 marca 1940. Jest pochowany na terenie obecnego Polskiego Cmentarza Wojennego w Katyniu, gdzie w 1943 jego ciało zostało zidentyfikowane w toku ekshumacji prowadzonych przez Niemców pod numerem 585 (przy zwłokach odnaleziono nieśmiertelnik).
Jego żoną była Mirosława, z którą miał syna Lesława.

## Upamiętnienie
Podczas „Jubileuszowego Zjazdu Koleżeńskiego b. Wychowanków Gimnazjum Męskiego w Sanoku w 70-lecie pierwszej Matury” 21 czerwca 1958 jego nazwisko zostało wymienione w apelu poległych w obronie Ojczyzny w latach 1939-1945 oraz na ustanowionej w budynku gimnazjum tablicy pamiątkowej poświęconej poległym i pomordowanym absolwentom gimnazjum (podany jako major dyplomowany).
W 1962 został upamiętniony na tablicy Mauzoleum Ofiar II Wojny Światowej na cmentarzu przy ul. Rymanowskiej w Sanoku.
5 października 2007 roku Minister Obrony Narodowej Aleksander Szczygło awansował go pośmiertnie do stopnia kapitana. Awans został ogłoszony 9 listopada 2007 roku, w Warszawie, w trakcie uroczystości „Katyń Pamiętamy – Uczcijmy Pamięć Bohaterów”.
10 września 2010 w ramach akcji „Katyń... pamiętamy” / „Katyń... Ocalić od zapomnienia” Jerzemu Skoczyńskiemu poświęcono Dąb Pamięci przy Szkole Podstawowej im. Marii Konopnickiej w Pisarowcach (mieszczącej się w tamtejszym byłym dworze) niedaleko rodzinnego Nowotańca.